# Křepel kalifornský
Křepel kalifornský (Callipepla californica) je malý hrabavý pták z čeledi křepelovitých.

## Popis
Dospělý jedinec průměrně 24–28 cm. Má zavalité, nápadně zbarvené tělo s krátkým ocasem, šedým zobákem, šedomodrými boky s bílými pruhy a charakteristickou chocholku na hlavě z 6 tmavých per. Samec má černou hlavu s bílou obličejovou maskou, světlým čelem a hnědým zátylkem, hnědý hřbet, šedomodrou hruď a světlé břicho. Samice a mladí jedinci se podobají samci, ale postrádají bílou obličejovou masku a na hlavě a prsou jsou hnědožlutí. Jeho nejbližším příbuzným je podobný křepel přilbový, který má delší chocholku a výrazněji zbarvenou hlavu. Oba druhy se od sebe vývojově oddělily asi před 1–2 miliony lety, tedy během pozdního pliocénu a na počátku pleistocénu.

## Rozšíření
V minulosti se křepel kalifornský hojně vyskytoval na loukách, zemědělsky obdělávané půdě a lesních houštinách na západě a jihozápadě Spojených států, v důsledku lidské aktivity však v mnoha oblastech jeho početnost viditelně poklesla. V minulosti byl introdukován do mnoha jiných zemí včetně Britské Kolumbie, Havaje, Chile, Nového Zélandu, ostrova Norfolku nebo Tasmánie.

## Ekologie

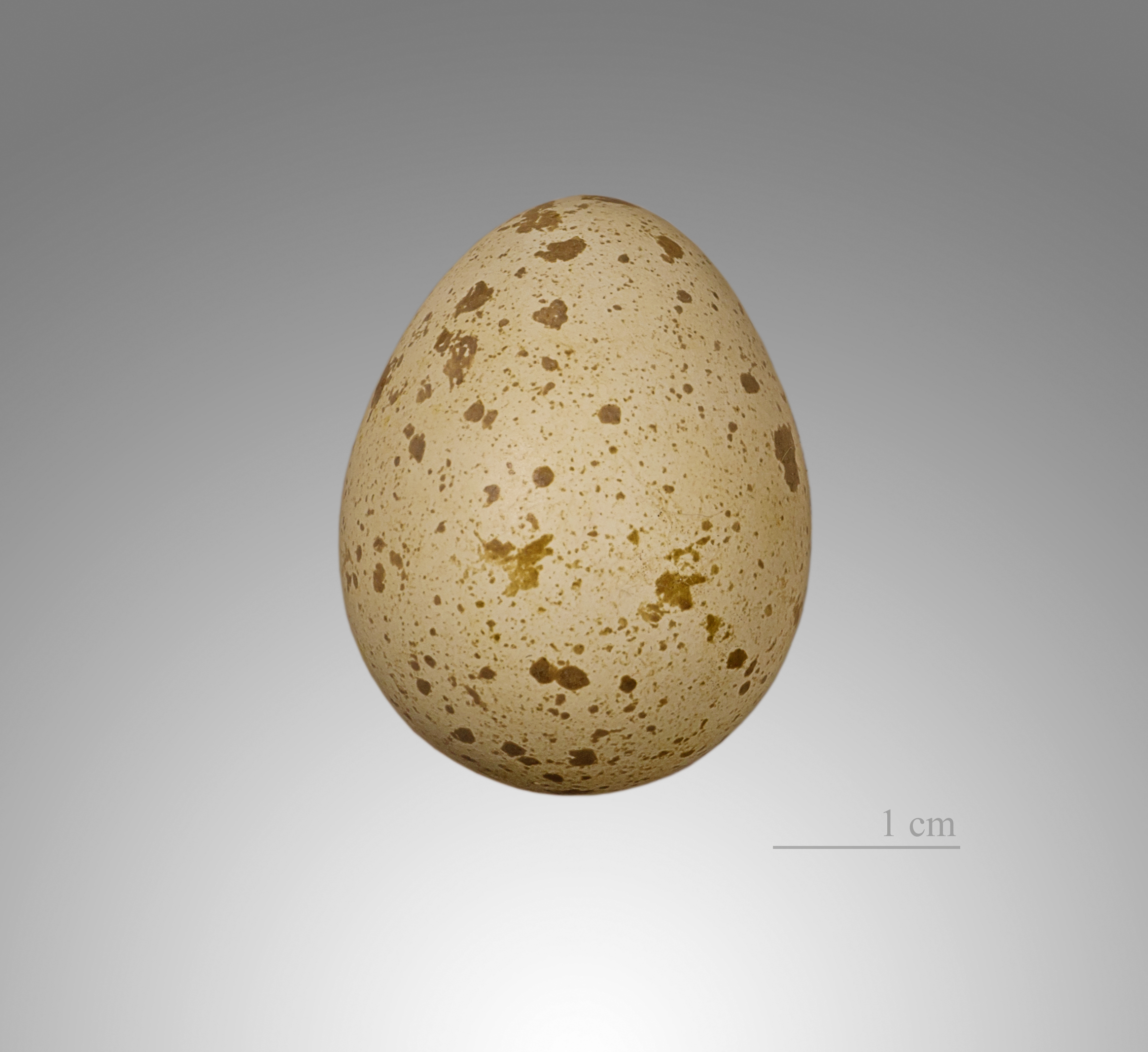
Callipepla californica

Patří mezi velmi společenské ptáky, obvykle žije v nevelmi početných hejnech. Většinu času tráví na zemi, vzlétá většinou pouze v okamžiku přímého ohrožení. Je všežravý a svou potravu vyhledává výhradně na zemi. Požírá listy, bobule a různé plody, v menší míře také drobný hmyz. Hnízdo v podobě mělké jamky vystlané rostlinnou vegetací si staví nejčastěji pod kořeny nebo na jiném místě, kde je dobře zamaskováno. Snůška bývá velmi početná, mnohdy čítá i více než 12 vajec. Mláďata se líhnou po 18 dnech a pečují o ně oba rodiče. Při vhodných podmínkách může mít samice i více než jednu snůšku ročně, o mláďata vždy pečuje stejný samec.

## Změna v zařazení
Čeleď křepelovitých byla ještě donedávna součástí čeledě bažantovitých, kde byla považována za pouhou podčeleď. Morfologické a molekulární analýzy však objasnily vzájemné vztahy a potvrdily platnost osamostatnění této čeledě.

## Křepel kalifornský v českých zoo
V České republice chová křepela kalifornského Zoologická zahrada Plzeň a Ústí nad Labem.

## Taxonomie
Křepel kalifornský vytváří těchto 9 uznávaných poddruhů:
- Callipepla californica Shaw, 1798 subsp. californica
- Callipepla californica Shaw, 1798 subsp. achrustera (Peters, 1923)
- Callipepla californica Shaw, 1798 subsp. brunnescens (Ridgway, 1844)
- Callipepla californica Shaw, 1798 subsp. canfieldae (van Rossem, 1939)
- Callipepla californica Shaw, 1798 subsp. catalinensis (Grinnell, 1906)
- Callipepla californica Shaw, 1798 subsp. decolorata van Rossem, 1946
- Callipepla californica Shaw, 1798 subsp. orecta Oberholser, 1932
- Callipepla californica Shaw, 1798 subsp. plumbea (Grinnell, 1926)
- Callipepla californica Shaw, 1798 subsp. vallicola Ridgway, 1885